# Stefan Nemanjić

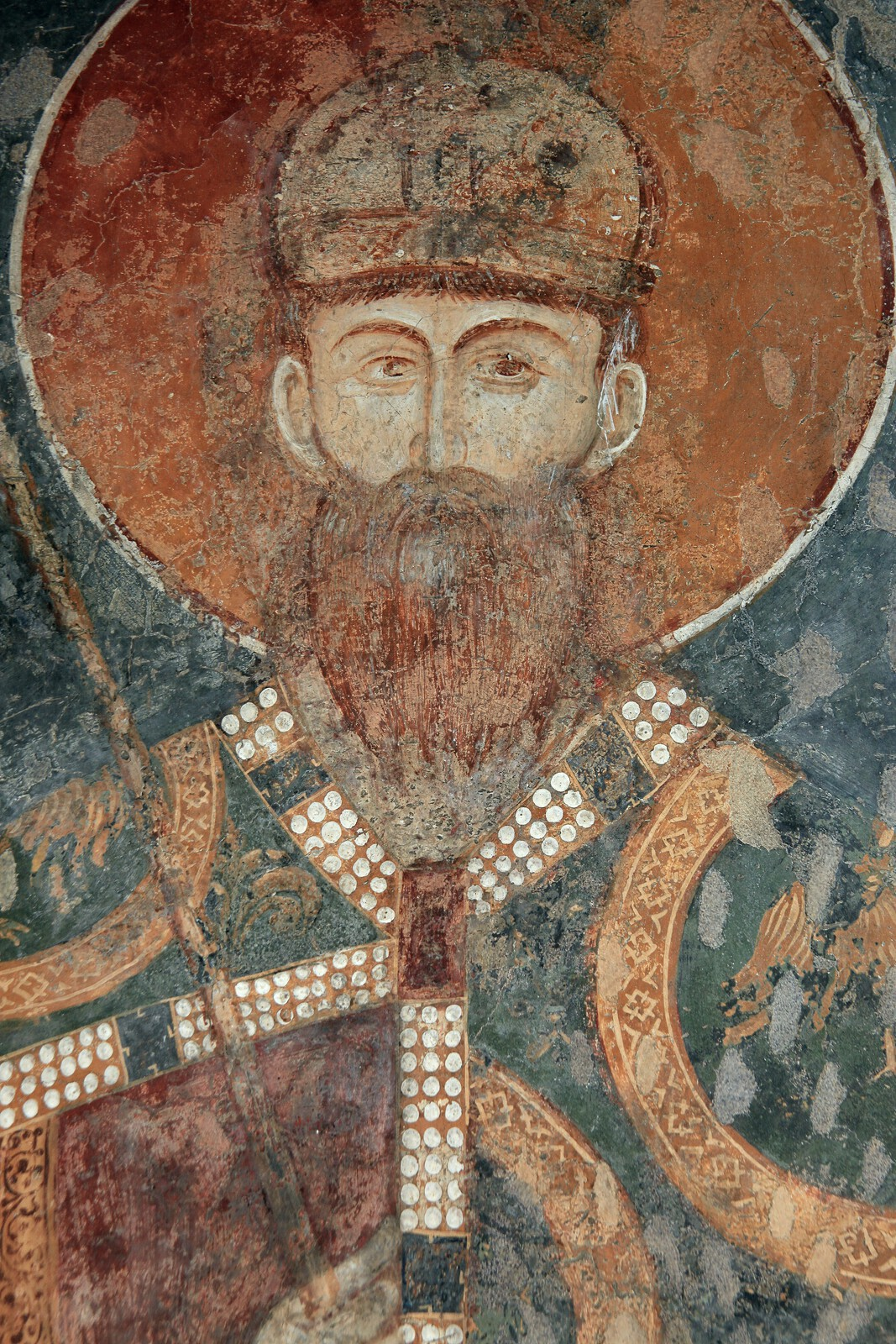
Darstellung Stefans in einem Fresko, um 1308 aus der Kirche Bogorodica Ljeviška in Prizren, Serbien

Stefan Nemanjić (Stefan II. Nemanja, Stefan der Erstgekrönte (serbisch: Stefan Prvovenčani; Simeon oder Simon) * um 1165; † 1227) war der zweitälteste Sohn Stefan Nemanjas und dessen Frau Ana, und serbischer Großžupan von 1196 bis 1217 sowie König von Raszien, der Küstenländer und aller Serben in der Zeit von 1217 bis 1227. Seine Brüder waren Vukan und Rastko. Rastko sollte als Sava von Serbien der Gründer der serbisch-orthodoxen Kirche werden.
Stefan Nemanjić wurde seinem älteren Bruder Vukan vorgezogen und als Großžupan 1196 inthronisiert. Es kam zu Auseinandersetzungen zwischen den Brüdern, welche erst durch den jüngsten Bruder Rastko geschlichtet wurden. 1217 bekam er vom Papst Honorius III. die Königsinsignien. Während seiner Herrschaft bekam Raszien 1219 ein eigenes christlich-orthodoxes Erzbistum. 1221 wurde seine Königsweihe noch einmal vollzogen, diesmal nach orthodoxem Ritus durch seinen Bruder Sava, der Erzbischof von Raszien war.
Stefan Nemanjić zeichnete sich vor allem durch eine geschickte Diplomatie aus, mit der er die von seinem Vater begonnene Unabhängigkeit des serbischen Staates festigte. Er war zuerst mit Eudokia, der Tochter des byzantinischen Kaisers Alexios III. verheiratet, und dann mit Anna Dandolo, der Enkelin des venezianischen Dogen Enrico Dandolo. Zum Nachfolger wurde sein Sohn aus erster Ehe, Stefan Radoslav, bestimmt.
Die Kirche Hl. ehrwürdiger Simon der Mönch (Darosava) ist ihm geweiht.